# Phantom Antichrist
Phantom Antichrist' är det 13:e studioalbumet av det tyska thrash metal-bandet Kreator. Albumet släpptes genom Nuclear Blast i juni 2012. En bonus-DVD spelades in med dokumentär om skapandet av albumet på Wacken Open Air- festivalerna 2008 och 2011.

## Setlist
| Nr  | Titel                          | Längd |
| --- | ------------------------------ | ----- |
| 1.  | Mars Mantra                    | 1:18  |
| 2.  | Phantom Antichrist             | 4:31  |
| 3.  | Death To The World             | 4:53  |
| 4.  | From Flood Into Fire           | 5:26  |
| 5.  | Civilization Collapse          | 4:13  |
| 6.  | United In Hate                 | 4:31  |
| 7.  | The Few, The Proud, The Broken | 4:37  |
| 8.  | Your Heaven, My Hell           | 5:53  |
| 9.  | Victory Will Come              | 4:14  |
| 10. | Until Your Paths Cross Again   | 5:49  |